# Alarmă în munți
Alarmă în munți este un film românesc din 1955 regizat de Dinu Negreanu. Rolurile principale au fost interpretate de actorii Emanoil Petruț și Iurie Darie.

## Prezentare
Într-o zonă muntoasă a României, grănicerii se confruntă cu spioni parașutați care vor să recupereze și să ducă peste graniță mai multe documente secrete ale unui combinat forestier. 

## Distribuție
- Emanoil Petruț - Mihai Durau
- Iurie Darie - Grigore
- Tudorel Popa - Dinică
- Ion Manta - Dobre
- George Carabin - Ștefan
- Liviu Ciulei
- Dana Comnea - Codița
- Dem Savu - Păruș Vasile
- Fory Etterle - Stavrescu
- Ion Lucian - Pavel
- Jean Lorin Florescu - Miopul
- Aurelia Sorescu - Elena
- Ion Anghel
- Mircea Albulescu (debut actoricesc)
- Amza Pelea (debut actoricesc)
- Titus Lapteș - Mitru
- Mihail Crecea - Mihăiță
- Nicu Iacob - Mike
- Cornel Gîrbea - Bordea
- Boris Ciornei - Lupan
- Liviu Ciulei - Spion
- Romulus Bărbulescu - Spion
- Mihnea Moisescu[2]

## Producție
În 1954, primele probe au fost filmate de regizorul Victor Iliu și de directorul de imagine Ovidiu Gologan.
Filmările au avut loc în perioada 10 februarie – 5 august 1955, cele exterioare la Băneasa, Rucăr, Dâmbovicioara, Dragoslavele și Copăceni; filmările interioare pe platourile Tomis, Floreasca și cel din strada Kirov. Cheltuielile de producție s-au ridicat la suma de 3.530.000 lei.

## Primire
Filmul a fost vizionat de 4.022.943 de spectatori în cinematografele din România, după cum atestă o situație a numărului de spectatori înregistrat de filmele românești de la data premierei și până la data de 31 decembrie 2014 alcătuită de Centrul Național al Cinematografiei.